# Pacific Coast Championships 1973
I Pacific Coast Championships 1973 sono stati un torneo di tennis giocato sul cemento. È stata l'84ª edizione dei Pacific Coast Championships e faceva parte del Grand Prix 1973. Si è giocato sui campi del Round Hill Country Club di Alamo, negli Stati Uniti, dal 23 al 30 settembre 1973.

## Campioni

### Singolare
Roy Emerson ha battuto in finale  Björn Borg con il punteggio di 5–7, 6–1, 6–4

### Doppio
Roy Emerson /  Stan Smith hanno battuto in finale  Ove Nils Bengtson /  Jim McManus con il punteggio di 6–2, 6–1